# Rodrigo Munilla
Rodrigo Munilla (9 de octubre de 1976-Buenos Aires, 18 de junio de 2021) fue un periodista deportivo argentino. 

## Biografía
Munilla estudió periodismo en el Círculo de Periodistas Deportivos. Fue corresponsal y trabajó en el equipo de La Voz del Estadio con Jorge Jaskilioff. Formó parte del equipo que reunió Víctor Hugo Morales en Radio Continental. Era el periodista acreditado en la Asociación del Fútbol Argentino. El periodista acompañó a Morales al canal deportivo DeporTV, donde era el encargado de cubrir las novedades en la AFA, y en el fútbol de ascenso. Su última ocupación fue en el espacio "Relatores con vos" de C5N. Asimismo, cumplía las mismas funciones desde la AFA para el programa "Fútbol Show", conducido por Sergio Atencio por Radio Estirpe Nacional.

## Enfermedad y fallecimiento
Munilla estuvo internado desde el 26 de marzo de 2021 en el Hospital Ramos Mejía tras haber contraído coronavirus. Falleció el 18 de junio de 2021 a causa de esta enfermedad.